# Сулейманов, Ахмад Сулейманович
Ахма́д Сулейма́нович Сулейма́нов (чечен. Ахьмад Сулейманов; 1 мая 1922, Алхазурово, Горская АССР — 20 июня 1995, Алхазурово, Чечня) — советский чеченский исследователь-краевед (кавказовед), просветитель, педагог, народный поэт (ашуг), фольклорист, переводчик, художник и музыкант.
Известен как автор четырёхтомника «Топонимия Чечено-Ингушетии» — наиболее полного описания топонимии Чечни и Ингушетии, а также прилегающих территорий Грузии и Дагестана.
Народный поэт Чечено-Ингушской АССР, заслуженный учитель Чечено-Ингушской АССР, лауреат Государственной премии Чеченской Республики Ичкерия (1995), член Союза писателей Чечено-Ингушетии и Союза писателей СССР.

## Происхождение
Согласно писателю Х.-А. Берсанову, семья А. С. Сулейманова происходила из селения Тазбичи, здесь его предками когда-то была возведена родовая башня. Семья являлась достаточно богатой — её представители владели наделами земли, большим поголовьем скота, пастбищами и пасеками (имеется информация о 12 фамильных наделах земли). Х.-А. Берсанов дополнительно сообщал, что на этих землях предками А. С. Сулейманова нередко устраивались празднества и состязания, иногда с участием гостей из Дагестана и Грузии.
В начале XX века отец А. С. Сулейманова — Сулейман Муртазалиев, со своим братом Мохьмадом переехал в Алхазурово. Состоятельные братья купили землю и построили два дома. По рассказам Х.-А. Берсанова, в начальный период Советской власти двухэтажный дом Сулеймана заставили перестроить ниже — чтобы крыша шла вровень с крышами соседей. Впоследствии Сулеймана постоянно избирали сельским главой, так как он был «человек толковый, умеющий ладить с людьми». Также известно, что в какой-то период Сулейман приобрёл трёхкомнатную квартиру в Грозном.
Родословная семьи известна до 23-го поколения — в семье имелось два тептара, один хранился в семейной библиотеке в доме в Алхазурово, другой в тайнике в грозненской квартире. После депортации чеченцев и ингушей 1944 года оба тептара утеряны.

## Семья
В семье Сулеймана Муртазалиева, помимо сына Ахмада (родился 1 мая 1922 года), росли сыновья Темирбулат (умер в 30-е годы), Мутуш и дочь Кока. Дети имели разносторонние интересы и получили хорошее образование. Старший сын Темирбулат окончил Ростовский институт Дерева имени Евдокимова; второй сын Мутуш читал Коран с 7 лет, выучил арабский язык, был большим знатоком ислама; дочь Кока прекрасно играла на гармони.

## Образование
Х.-А. Берсанов характеризовал маленького Ахмада как «очень любознательного ребёнка». Ахмад не только хорошо учился, но и проявлял способности к стихосложению, рисованию и музыке. Традиционно, значительный отпечаток на его взгляды оказала семья. Как сообщает Х.-А. Берсанов, Ахмад вырос в семье, где высоко чтили народные обычаи, «чеченские мифы, сказания, легенды, народные песни, которые постоянно звучали в их доме, создавали атмосферу высокой духовности, которую с детства впитал в себя Ахмад». В доме семьи Сулеймана имелась большая библиотека — подарок друзей, потомков князей Турловых.
Окончив среднюю школу, А. С. Сулейманов работал на различных общественных должностях: инструктором Наркомпроса и секретарём райкома комсомола. В дальнейшем, после депортации чеченцев и ингушей 1944 года, учился уже в Казахстане, в Семипалатинском государственном педагогическом институте. В годы учёбы начал интересоваться топонимией Чечни и Ингушетии. Тогда он думал, что ссылка для вайнахов в Среднюю Азию это надолго; Х.-А. Берсанова сообщал, что в тот период А. С. Сулейманов записал такие слова: «Наверно, больше мы своё Отечество не увидим, … И, видимо, это надолго, если не на века. Поэтому я сделаю всё, что в моих силах, чтобы увековечить названия мест — сёл, рек, ущелий, гор, равнин моего родного края. Будущие поколения должны знать, что это была наша земля, наше Отечество, край чеченцев.». Уже тогда А. С. Сулейманов начал встречаться с ссыльными стариками, спрашивать у них и записывать названия различных вайнахских топонимов, пытался вникнуть в их этимологию.
Окончил национальное отделение филологического факультета ЧИГПИ.

## Депортация
Как и все вайнахи, в 1944 году А. С. Сулейманов был депортирован постановлением ГКО СССР № 5073 в Среднюю Азию (операция «Чечевица»). Х.-А. Берсанов рассказывает случай при выселении семьи А. С. Сулейманова: «… когда все члены семьи уже были выведены во двор, Ахмаду вдруг захотелось напоследок взглянуть на свою библиотеку. Не успел он подойти к двери, как к нему подлетел солдат, вырвал у него ключи и, приставив к его спине дуло автомата, грубо скомандовал: „следуй вперёд“». Семья А. С. Сулейманова была отправлена в Казахстан, транспортировка туда заняла 18 суток. Вагон, в котором везли, был заполнен настолько, что все 18 суток люди ехали стоя; «Плотно прижавшись друг к другу, им удалось освободить небольшое пространство, рассчитанное на одного человека, чтобы можно было садиться по очереди и отдыхать».

Ахмад Сулейманов в молодости

По мнению Х.-А. Берсанова семье А. С. Сулейманова повезло: они все доехали живы и здоровы, а на месте поселения не умерли от голода. Помимо взрослых, в тот период в семье было много детей — на попечении среднего брата Мутуша оказалось четверо детей ранее умершего старшего брата Темирбулата. Немного обеспечить всю семью помогло знание ислама Мутуша, который, благодаря этому, был благосклонно принят некоторыми представителями местного населения. Казахи часто приглашали его читать Коран на свои религиозные собрания, иногда он читал на мавлид. В благодарность Мутушу дарили продукты, которыми он делился с родственниками и земляками. Также выручил семью золотой пояс сестры Коки — часть национального костюма (чечен. гӏабли), который она смогла провезти с собой. Как только появилась возможность, А. С. Сулейманов вернулся домой в Алхазурово, бросив в Казахстане недостроенный дом.

## Основной труд

Четыре части «Топонимии Чечено-Ингушетии» (1976, 1978, 1980 и 1985 годы)

Более 20 лет Сулейманов занимался вопросами топонимики Чечни и Ингушетии. Его основной деятельностью были полевые исследования — совершая самостоятельные пешие походы, учёный собирал материал для своих исследований и записал огромное количество топонимических названий вайнахской земли. Его дочь Зайнап вспоминала: «Он ставил на краю села палатку и жил там, пока собирал материал. Сельчане звали его к себе. Но он не любил создавать никому проблемы. Люди приносили ему горячие чӏепалгаш, другую еду. В одном селе ему даже подарили живую овцу».
Результатом исследований Сулейманова стала основная работа учёного — «Топонимия Чечено-Ингушетии», состоящая из четырёх частей. Издавалась она в городе Грозном в Чечено-Ингушском книжном издательстве с 1976 по 1985 год тиражом 5000 экземпляров каждая часть. Собранные в этом труде сведения представляют большой интерес для кавказоведения и затрагивают вопросы, касающиеся сразу целого ряда наук: истории, этнографии, лингвистики, археологии и других. Рецензенты отмечали, что Сулеймановым был выполнен труд целого института.
В 1995 году «Топонимия» удостоена Государственной премии Чеченской Республики Ичкерия, но до читателей издание 1995 года дойти не успело — тираж был уничтожен в результате боевых действий.

## Другая творческая деятельность
Я руководил промышленным предприятием. Несмотря на огромную занятость, по возможности, Ахмад приезжал к нам на предприятие и рассказывал собравшимся о поэзии, нравственности и культуре чеченцев. Я эти встречи организовывал специально, чтобы люди видели, что кроме бытовой рутины, есть другой мир, другие люди — люди, светлые душой, излучающие доброту и духовные знания, носители прекрасной культуры своего народа.
После реабилитации чеченцев и ингушей вернулся на родину, стал директором школы в родном селе, преподавал чеченский и русский языки, литературу. Школы, которыми руководил Сулейманов, всегда становились образцовыми. Он стремился не только дать ученикам знания, но и сделать их достойными представителями своего народа, привить им любовь к родному языку и литературе. Часто вывозил учащихся в исторические места республики, знакомил их с событиями, которые там происходили, читал им различные литературные произведения. Один из его учеников, Муса Бексултанов, впоследствии стал известным чеченским писателем и первую книгу посвятил своему учителю.
В произведениях Сулейманов не скрывал тревоги за национальные традиции — этого в те годы было достаточно, чтобы получить ярлык националиста, поэтому его книги с трудом пробивались в печать, а в школы, в которых он работал, часто наведывались комиссии.
В 1967 году издан первый сборник его стихов, потом издано ещё около десяти сборников: «Надежда», «Горный родник», «Огонь, согревающий сердце», «Симфония гор», «Дороги Родины» и другие. Многие из его стихов положены на музыку и стали популярными до сих пор песнями. Его поэмы и стихотворения легли в основу ряда спектаклей, поставленных Чеченским государственным драматическим театром.
Сулейманов был мудрым, высоконравственным человеком. Это был большой педагог и поэт. Он хорошо знал жизнь народа, народные обычаи, обряды, старинные легенды, пословицы и поговорки. Он хорошо владел родным языком и красиво говорил на нём. Если бы я знал столько, сколько знал он, я бы свои книги написал в сто раз лучше, чем они написаны.
Записал со слов старейших жителей республики и подверг литературной обработке множество старинных песен, мифов, легенд, среди которых «Слёзы матери», «Камень Заро», «Гио», «Курган Алпатова», «Запруда Кесиры», «Гордый Малцаг Насырхоевский», «Нахчи жаххӏан». Особое место в этом ряду занимает легенда о Пхьармате (чеченское название Прометея).
До самой пенсии работал в области педагогики, занимался научной работой, был сотрудником Чечено-Ингушского научно-исследовательского института истории, языка и литературы. Был Заслуженным учителем республики, автором нескольких учебников по чеченской литературе для старших классов.
В 1978 году стал членом Союза писателей Чечено-Ингушетии, в 1988 году — лауреатом Государственной литературной премии Чечено-Ингушской АССР за сборник философских поэм «Цхьа-ши дош» («Несколько слов»). Книга вызвала такой резонанс в республике, что были предложения выдвинуть автора на Нобелевскую премию по литературе.

### Сулейманов-переводчик
А. С. Сулейманов перевёл на чеченский язык произведения А. С. Пушкина, М. Ю. Лермонтова, Мусы Джалиля и других известных поэтов. По мнению народного писателя Чечено-Ингушской АССР Абузара Айдамирова: «В этих переводах проявилось не только поэтическое мастерство поэта [А. С. Сулейманова], но и великолепное знание им родного языка».

### Сулейманов-художник
А. С. Сулейманов в молодости зарекомендовал себя способным художником. Он писал портреты, среди которых портрет героя гражданской войны А. Д. Шерипова. Работы молодого художника экспонировались в Ростове-на-Дону на различных выставках ещё до Великой Отечественной войны. Однако, во время депортации чеченцев и ингушей 1944 года пропали все созданные А. С. Сулеймановым картины, хранившиеся в Чечено-Ингушском краеведческом музее. Та же участь снова постигла написанные им картины во время Первой чеченской войны.

### Сулейманов-музыкант

А. С. Сулейманов играет на пианино (семейное фото, год не известен).

По воспоминаниям А. А. Айдамирова, А. С. Сулейманов виртуозно играл на дечиг пондаре, исполняя илли — эпические песни и легенды. Также он прекрасно играл на пианино, а в бытность свою директором школы, сочинил несколько песен для детей.

## Литературно-мемориальный музей А. С. Сулейманова
В родном селе А. Сулейманова в 2013 году открыт музей, где собраны его рукописи, библиотека и личные вещи. В здании музея также воссоздана рабочая комната исследователя.

## Награды
- орден Дружбы народов (15.08.1991)[18]

## Память

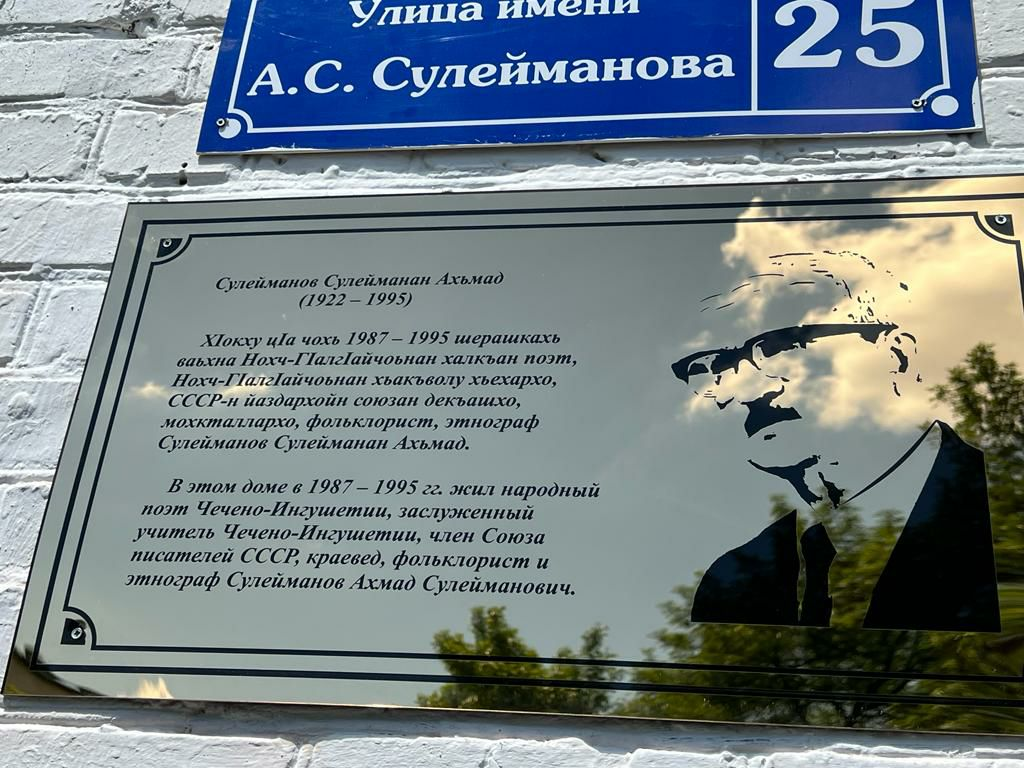
Мемориальная доска на доме, в котором жил Сулейманов

- В селе Алхазурово в память о Сулейманове создан литературно-мемориальный музей[12]. Директором музея является его дочь Совдат[12].
- В декабре того же года на стене дома, в котором в 1971—1995 годах жил и работал Сулейманов, установлена мемориальная доска[19][20].
- 27 апреля 2017 года в Грозном прошла региональная историко-этнографическая конференция «Научное наследие А. С. Сулейманова», посвященная 95-летию со дня рождения учёного[21].
- В ознаменование 100-летия со дня рождения в апреле 2022 года именем Сулейманова названа улица Грозном (бывшая улица Новаторов)[22][23].